# Nate Watson
Junathaen D. Watson Jr., detto Nate (Portsmouth, 19 ottobre 1998), è un cestista statunitense.

## Carriera
Con gli Stati Uniti ha disputato i Giochi panamericani di Lima 2019.